# Bach-Compendium
Das Bach-Compendium (BC) ist ein systematisches Verzeichnis der Werke Johann Sebastian Bachs, das von den Musikwissenschaftlern Hans-Joachim Schulze und Christoph Wolff erarbeitet wurde.
Das Bach-Compendium bietet eine ähnliche Einteilung nach Werkgattungen wie das Bach-Werke-Verzeichnis (BWV) oder die Neue Bach-Ausgabe (NBA). Es bringt aber die Werke im Einzelnen, vor allem bei den Kantaten, in eine andere Reihenfolge, die zumindest teilweise die chronologische Entstehung nach den zum Erscheinungsdatum des Compendiums aktuellen Forschungsergebnissen widerspiegelt.
In der Ausführlichkeit der Beschreibung der Originalquellen steht das BC zwischen den detaillierten Beschreibungen und Analysen der Kritischen Berichte der NBA und den eher kursorischen Angaben des BWV.
Von dem auf sieben Bände angelegten Verzeichnis sind 1985 bis 1989 vier Bände erschienen.

## Einteilung in Werkgruppen
Die Werke werden im BC in die folgenden Werkgruppen eingeteilt:
A – Kantaten für die Sonn- und Festtage des Kirchenjahres
B – Kirchenstücke für besondere Anlässe
C – Motetten
D – Passionen und Oratorien
E – Lateinische Kirchenmusik
F – Choräle und geistliche Lieder
G – Weltliche Kantaten für Hof, Adel und Bürgertum
H – Vokale Kammermusik
I – Freie Orgelwerke
K – Choralgebundene Orgelwerke
L – Clavierwerke und Lautenwerke
M – Kammermusik für ein Soloinstrument
N – Kammermusik für Duo- und Triobesetzung
O – Kammermusik für größere Ensemble
P – Kanons
Q – Lehr- und Übungswerke
R – Skizzen und Entwürfe
S – Originale Sammlungen
T – Zweifelhafte Vokalwerke
U – Zweifelhafte Instrumentalwerke
V – Irrtümlich zugeschriebene Vokalwerke
W – Irrtümlich zugeschriebene Instrumentalwerke
X – Abschriften (und geringfügige Bearbeitungen) fremder Vokalwerke
Y – Abschriften (und geringfügige Bearbeitungen) fremder Instrumentalwerke
Z – Zeitgenössische Sammlungen

### Aufbau der Werkgruppe A bis E, G und H
Zunächst sind die Kantaten und anderen vokalen Großwerke auf Grund ihrer Bestimmung zu Untergruppen geordnet. Innerhalb dieser Gruppen erfolgt die Anordnung chronologisch, wobei unterschiedliche Versionen, auch wenn sie verschollen sind oder im BWV keine eigenen Nummern haben, eine eigene Bezeichnung erhalten. Zunächst erfolgt für eine Gruppe der Textteil, danach erscheint der Notenteil mit den Incipits jeder aller Sätze der betreffenden Kantate.
Jeder Textteil besteht aus den Abschnitten Besetzung, Text- und Liedvorlagen, Werkgeschichte, Quelle und Literatur. Vor allem Werkgeschichte und Quellenbeschreibung sind wesentlich ausführlicher als im BWV.
Die Kantaten der Werkgruppe A sind zunächst nach ihrer Bestimmung entsprechend dem Kirchenjahr, beginnend mit den Kantaten des 1. Advents bis zum 27. Sonntag nach Trinitatis geordnet, daran schließen sich die Festtagskantaten auf die drei in Leipzig gefeierten Marien-Feiertage an, sowie die Kantaten zum Johannis- und Michaelistag und die Kantaten zum Reformationsfest. Es folgt die Gruppe der Kantaten, deren Bestimmung nicht überliefert ist und die beiden für jede Zeit („per ogni tempo“) verwendbaren Kantaten BWV 21 und 51. Nicht enthalten sind die irrtümlich Bach zugeschriebenen Kantaten wie BWV 53 oder BWV 141. Diese Gliederung folgt weitgehend der von Alfred Dürr in seinem Standardwerk zu den Kantaten Bachs vorgenommenen Einteilung.
Untergruppen der Werkgruppe B: Kantaten zu Ratswahl, Trauung (Brautmesse), Trauer- und Gedächtnisgottesdienst, Bußgottesdienst, Jubiläum der Augsburgischen Konfession 1730, Fürstengeburtstag/Orgelweihe/Ehrentag
Untergruppen der Werkgruppe C: Doppelchörige Motetten, Einchörige Motetten, Bearbeitungen fremder Werke. In der Synopsis ist noch eine Liste motettischer Sätze in Vokalwerken angefügt, die anderen Werkgruppen angehören und dort auch besprochen werden.
Untergruppen der Werkgruppe D: Passionen, Oratorien
Untergruppen der Werkgruppe E: Messen und Messe-Einzelsätze, Magnificat, Festmusik zum 1. Weihnachtstag
Untergruppen der Werkgruppe G: Kantaten für Angehörige von Fürstenhäusern (weiter unterteilt nach den einzelnen Fürstenhäusern), für Angehörige des Adels, für universitäre Veranstaltungen, für Veranstaltungen der Thomasschule, für Hochzeiten, für verschiedene Bestimmungen.
Die Werkgruppe H besteht nur aus drei Werken: Quodlibet (BWV 524, BC-H1), Aria „Sooft ich meine Tobacks-Pfeife“ (BWV 515, BC-H2) und Murky „Ihr Schönen höret an“ (BWV Anh. 40, BC-H3).

### Aufbau der Werkgruppe F
Anders als das BWV haben die Autoren in das Compendium auch die innerhalb der vokalen Großformen (Kantaten, Passionen, Oratorien) überlieferten Choräle übernommen. Dadurch entsteht die Möglichkeit, einen Überblick über alle von Bach verwendeten Choralmelodien, ihre Varianten und ihre Verwendung zu gewinnen. Die beiden großen Untergruppen werden in weitere Abschnitte unterteilt:
- Vierstimmige Choräle (F1–F213, in alphabetischer Reihenfolge der Choralmelodien)[3]
  - mit obligaten Instrumenten
  - in Rezitativen und Arien
- Choräle und geistliche Lieder mit Basso continuo (F214–F287, in der von den Sammlungen vorgegebenen Reihenfolge)
  - aus dem zweiten Clavierbüchlein für Anna Magdalena Bach von 1725 (F214–F218)
  - aus dem Musicalischen [sic!] Gesangbuch von Georg Christian Schemelli von 1736 (F219–F287)
- Verschollene Sammlungen (F288–F289)
- Einzeln überlieferte Choräle mit Basso Continuo (F290–F297)

Durch Querverweise sind die den Orgelchorälen zu Grunde liegenden Choralmelodien der Werkgruppe K einbezogen.
Jeder Textteil zu einer Choralmelodie besteht aus den Angaben zu den Komponisten der Melodie und den Autoren des Textes sowie aus den Verweisen auf die Verwendung des Textes und des Cantus firmus in den Werken Bachs.

## Erscheinungsstand
Bis November 2016 waren folgende Bände des Bach-Compendiums erschienen (alle bei Edition Peters):
- Band 1, Teil 1: Vokalwerke I (enthält die BC-Nummern A 1 bis A 100),
Leipzig 1985, ISBN 3-369-00031-8 oder Frankfurt/M. 1986, ISBN 3-87626-081-7
- Band 1, Teil 2: Vokalwerke II (enthält die BC-Nummern A 101 bis A 194),
Leipzig 1987, ISBN 3-369-00032-6
- Band 1, Teil 3: Vokalwerke III (enthält die Werkgruppen B, C und D),
Leipzig 1988, ISBN 3-369-00033-4 oder Frankfurt/M. 1988, ISBN 3-87626-083-3
- Band 1, Teil 4: Vokalwerke IV (enthält die Werkgruppen E, F, G und H),
Leipzig 1989, ISBN 3-369-00051-2 oder Frankfurt/M. 1989, ISBN 3-87626-084-1